# Julie Dassin
Pour les articles homonymes, voir Dassin.
Julie Dassin est une actrice et chanteuse américano-française, née le 30 juillet 1944 à Los Angeles.
Elle est la fille du réalisateur Jules Dassin (1911-2008) et de la violoniste Béatrice Launer (1913-1994), et la sœur du chanteur Joe Dassin (1938-1980). Elle aussi chanteuse, elle a notamment collaboré avec Brigitte Fontaine sur l'album Brigitte Fontaine, sorti en 1972.

## Filmographie

### Cinéma
- 1964 : Patate de Robert Thomas : une collégienne
- 1967 : La Musica de Marguerite Duras et Paul Seban : la jeune fille
- 1967 : Un homme de trop de Costa-Gavras
- 1970 : La Promesse de l'aube de Jules Dassin : l'amie de romain
- 1971 : Valparaiso, Valparaiso de Pascal Aubier : Julie
- 1972 : La Pente douce de Claude d'Anna : la prostituée
- 1973 : Le Grabuge de Édouard Luntz : Édith
- 1973 : Le Mataf de Serge Leroy : Madeleine

### Doublage
- 1988 : Le Grand Bleu de Luc Besson : voix française de Johanna (Rosanna Arquette)

## Discographie
45 T EP
- 1967 : Je suis amoureuse d'un pompier ; Elvira Madigan / Il pleut sur les toits ; Un amour bucolique
- 1967 : C'est bon signe (Bottle of Wine) / Aïko Aïko (En parlant d'Anna...)
- 1969 : Trouville / Margot d'occasion
- 1980 : Juju / As You Like It

Album